# Cigarettes After Sex
Cigarettes After Sex (транскр.  Сигаретс афтер секс) је амерички амбиент поп бенд из града Ел Пасо који је 2008. године основао Грег Гонзалез. Бенд је познат по својим нежним, мирним и сањивим мелодијама, текстовима који се често заснивају на темама романтике и љубави, као и по Гонзалезовом гласу.
Средином 2010-их година, пригушена и сновита музика бенда зарадила је посвећену међународну базу обожавалаца комбинацијом елегантно израђених синглова, ЕП-ова и виралних Јутјуб видео снимака, што је довело до њиховог првог албума у 2017. години. Истоимени албум, Cigarettes After Sex, објављен је 9. јуна 2017.  
У августу 2019. године, бенд је објавио свој други студијски албум под називом Cry, заједно са синглом „Heavenly”. Албум је објављен 25. октобра 2019. 

## Историја
Група је формирана скоро случајно 2008. године док је Гонзалез живео у Ел Пасу у Тексасу. Тада, као студент на Универзитету у Тексасу, експериментисао је са снимањем пространог звука песама у четвороспратници на универзитету. Ове сањиве мелодије чиниле су њихов први ЕП, I., који ће бити објављен 2012.  
Гонзалез се преселио у Бруклин, где је сингл „Affection“ снимљен и објављен 2015. године, заједно са обрадом песме „Keep On Loving You“ америчког бенда REO Speedwagon.  Иако је бенд формиран 2008. године, тек тада је дошло до импресивног успеха на мрежи који је довео до поновног открића њиховог дебитантског ЕП-а, I..
Грег је писао песме о љубави од 2008. После пресељења у Њујорк и откривања да се његово окружење и остали сарадници мењају, Грег је почео да примећује помак у томе како је звук музике почео да се поравнава са песмама које је изливао из његових романтичних искустава. Иако се лично осећао као да свет не гледа, песме су само наставиле да долазе. Без разлога за то, 2016., песма „Nothing’s Gonna Hurt You Baby“ постала је вирална преко ноћи и свет је одједном завирио у дневник Грега Гонзалеза. 
У Ел Пасу је упознао клавијатуристу Филипа Табса, који је такође из његовог родног града и дуго је свирао гитару. На првом ЕП-у је свирао гитару. Касније су се чланови премештали. Грег се вратио гитари, а Филип је постао клавијатуриста, а онда је упознао бубњара Џејкоба Томског и басисту Рандија Миллера. Видео их је како свирају у локалним бендовима и мислио је звуче сјајно заједно. „Буквално сам их замолио да се придруже. Били су већ фанови бенда пре него што су се придружили, тако да је и то било супер. Онда када су се придружили, све је дошло на своје место. Мислим да су сви постали савршени у својим улогама. Свако има своје пресудно место у бенду.", рекао је Гонзалез за Music&Riots Magazine. 
Преко музичких препорука, бенд је постао популаран на Јутјуб-у, што је довело до наступа широм Европе, Азије и Сједињених Држава. Бенд је потом издао свој истоимени дебитантски студијски албум, Cigarettes After Sex, 9. јуна 2017.

## Музички стил и утицаји
Слушање Cigarettes After Sex је попут завиривања у нечији најинтимнији дневник. Присутно је осећање које је тешко одредити јер су њихове песме толико голе, директне, али и рањиве и пуне емоција, а мајстор ових текстова је поприлично удаљен у односу на све стандарде друштвених медија. Као и саме везе, њихове песме су пуне контрадикција. Предмети Гонзалезове жеље су такође и болно близу и заносно далеко, у његовом телефону, али и у кревету, на каучу и у глави. 
Гонзалез наводи Françoise Hardy као своју омиљену певачицу. Мајлс Дејвис, бендови попут The Paris Sisters и женске групе те врсте из раних 60-их, Cocteau Twins, Джули Круз и ствари које је она радила за Твин Пикс су такође имали велики утицај на њега. 
Њихова музика такође има и кинематографски приступ, а филмови попут L'Avventura и The Double Life of Veronique утицали су на осећај и звук музике у току писања песама.
Имају много тога заједничког са бендовима попут Mazzy Star и ранијим Red House Painters.

## Чланови
Од свог оснивања 2008. године, група је укључила неколико различитих чланова и сарадника на челу са Грегом Гонзалесом:
Садашњи чланови:
- Грег Гонзалез (Greg Gonzalez) – оснивач, водећи вокал, електрична гитара, акустична гитара, бас гитара

- Рандал Милер (Randall Miller) – бас гитара

- Џејкоб Томски (Jacob Tomsky) – бубњеви

- Џош Маркус (Josh Marcus) – клавијатура

Бивши чланови:
- Филип Табс (Phillip Tubbs) – клавијатура, електрична гитара

- Грег Лих (Greg Leah) – бубњеви

- Стив Херада (Steve Herrada) – клавијатура

- Емили Дејвис (Emily Davis) – акустична гитара

## Дискографија

### Студијски албуми
- Cigarettes After Sex (2017)

- Cry (2019)
- X's (2024)

### ЕП
- I. (2012)

### Синглови
| Наслов                          | Година | Албум                |
| ------------------------------- | ------ | -------------------- |
| "Nothing's Gonna Hurt You Baby" | 2012   | I.                   |
| "Affection"                     | 2015   | -                    |
| "K."                            | 2016   | Cigarettes After Sex |
| "Apocalypse"                    | 2017   | Cigarettes After Sex |
| "Each Time You Fall in Love"    | 2017   | Cigarettes After Sex |
| "Sweet"                         | 2017   | Cigarettes After Sex |
| "Crush"                         | 2018   | -                    |
| "Neon Moon"                     | 2018   | -                    |
| "Heavenly"                      | 2019   | Cry                  |
| "Falling in Love"               | 2019   | Cry                  |
| "Kiss It Off Me"                | 2019   | Cry                  |

### Демо албуми
- Cigarettes After Sex (Romans 13:9) (2018)